# Бе (Ардеш)
Бе (фр. и окс. Baix) — коммуна во Франции, находится в регионе Рона — Альпы. Департамент коммуны — Ардеш. Входит в состав кантона Шомерак. Округ коммуны — Прива.
Код INSEE коммуны 07022.
Коммуна расположена приблизительно в 500 км к югу от Парижа, в 120 км южнее Лиона, в 14 км к востоку от Прива.

## Население
Население коммуны на 2008 год составляло 1025 человек.
| 1962 | 1968 | 1975 | 1982 | 1990 | 1999 | 2008 |
| ---- | ---- | ---- | ---- | ---- | ---- | ---- |
| 643  | 609  | 546  | 961  | 748  | 822  | 1025 |

## Экономика
В 2007 году среди 671 человек в трудоспособном возрасте (15-64 лет) 493 были экономически активными, 178 — неактивными (показатель активности — 73,5 %, в 1999 году было 66,0 %). Из 493 активных работали 435 человек (256 мужчин и 179 женщин), безработных было 58 (18 мужчин и 40 женщин). Среди 178 неактивных 60 человек были учениками или студентами, 50 — пенсионерами, 68 были неактивными по другим причинам.

## Достопримечательности
- Фонтан Людовика XVI и общественная прачечная (XVIII век). Исторический памятник с 1984 года[3]
- Гостиница «Кардинал» (XVII век). Исторический памятник с 1982 года[4]
- Башня с часами (XVII век). Исторический памятник с 1984 года[5]
- Придорожный крест, известный под названием «Красный крест» (XVII век). Исторический памятник с 1983 года[6]

## Фотогалерея

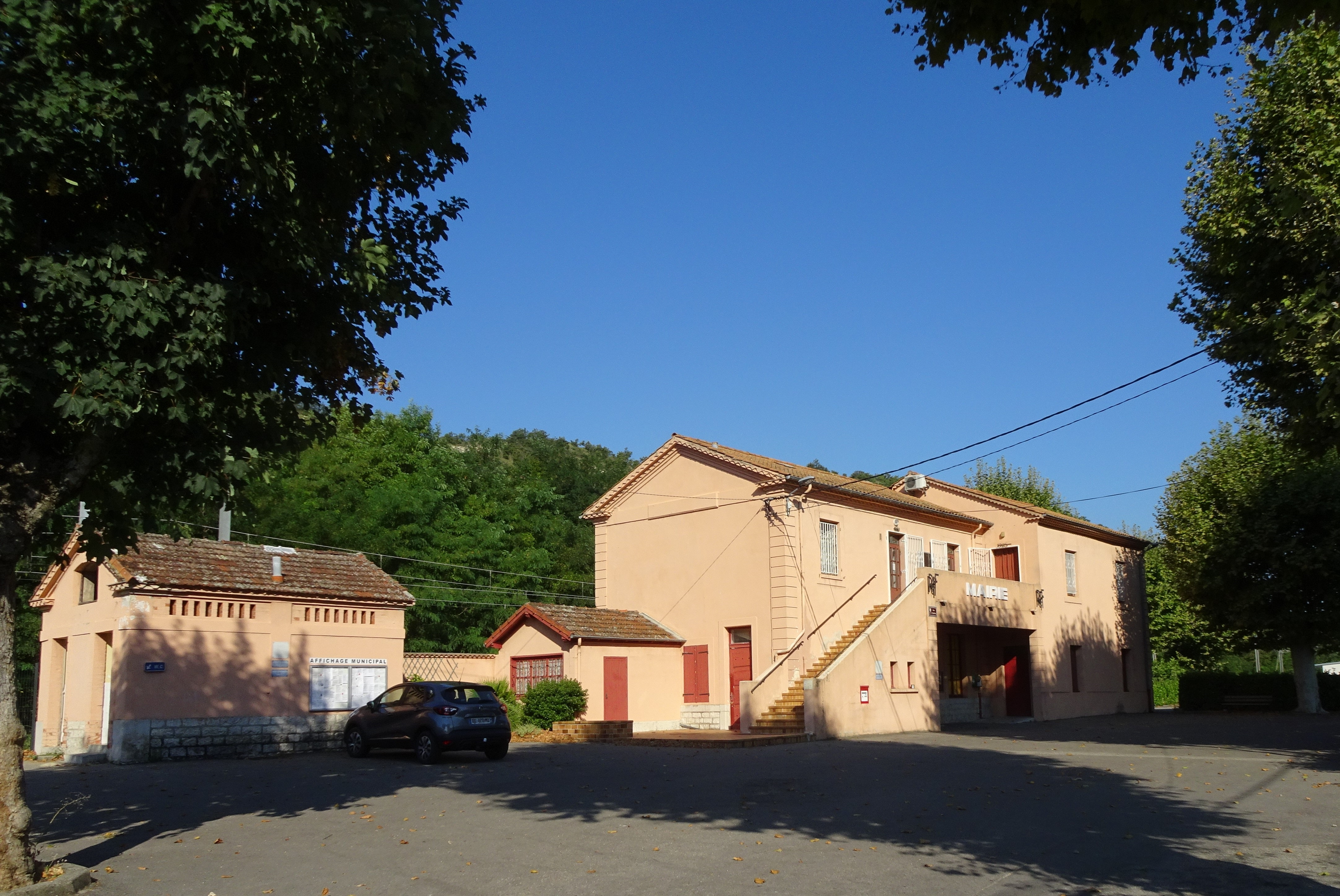
Мэрия
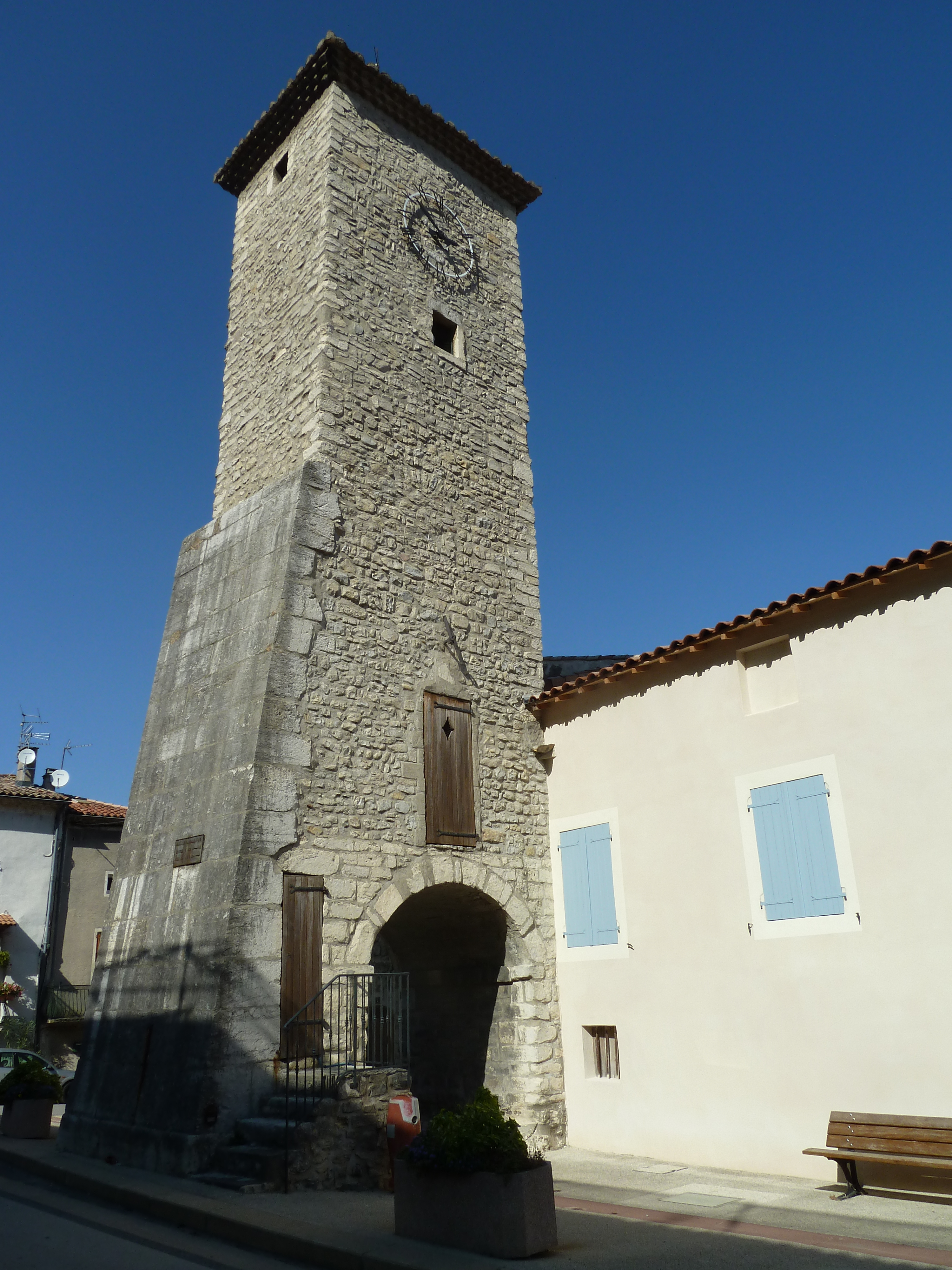
Башня с часами
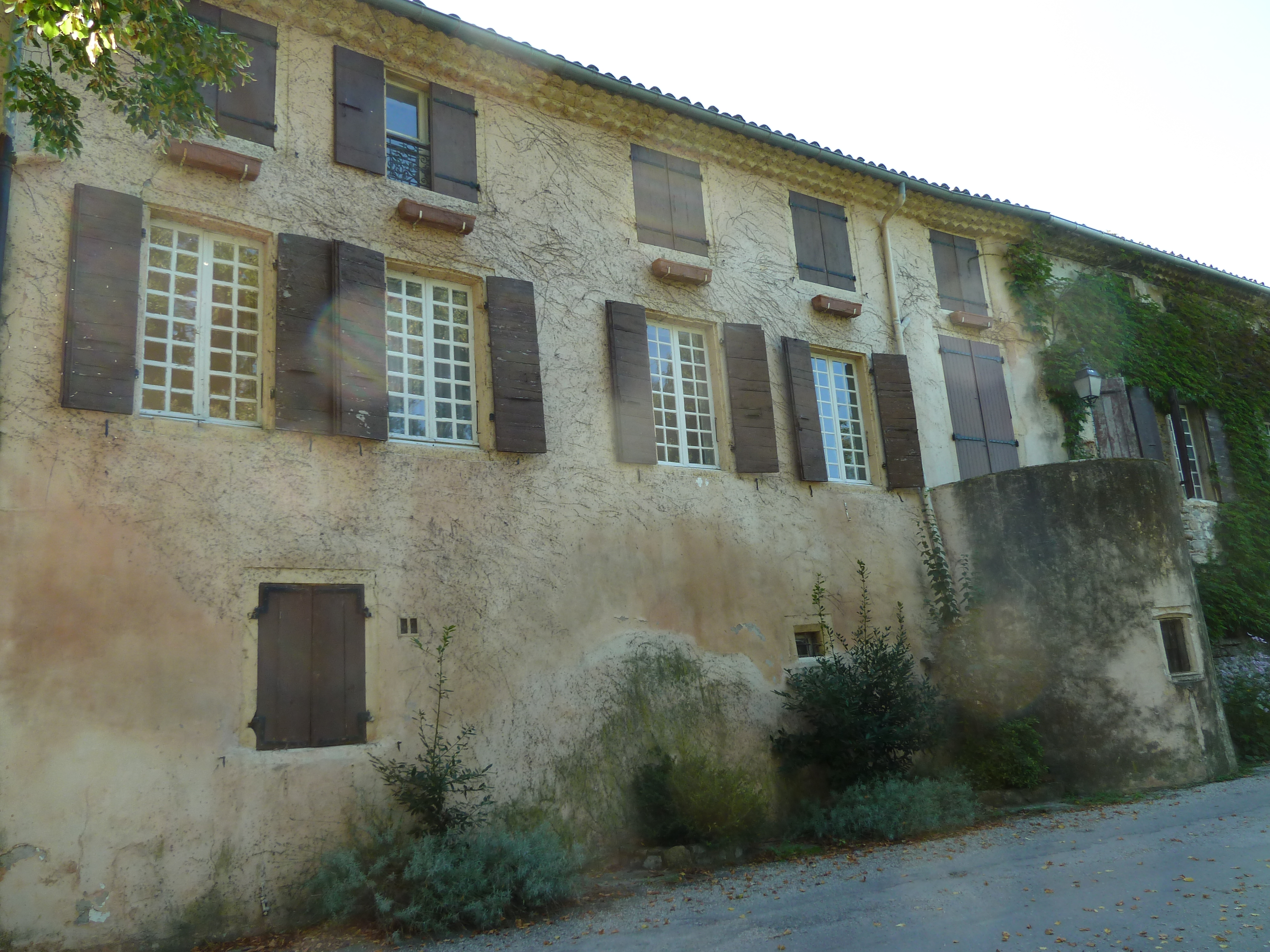
Гостиница «Кардинал»
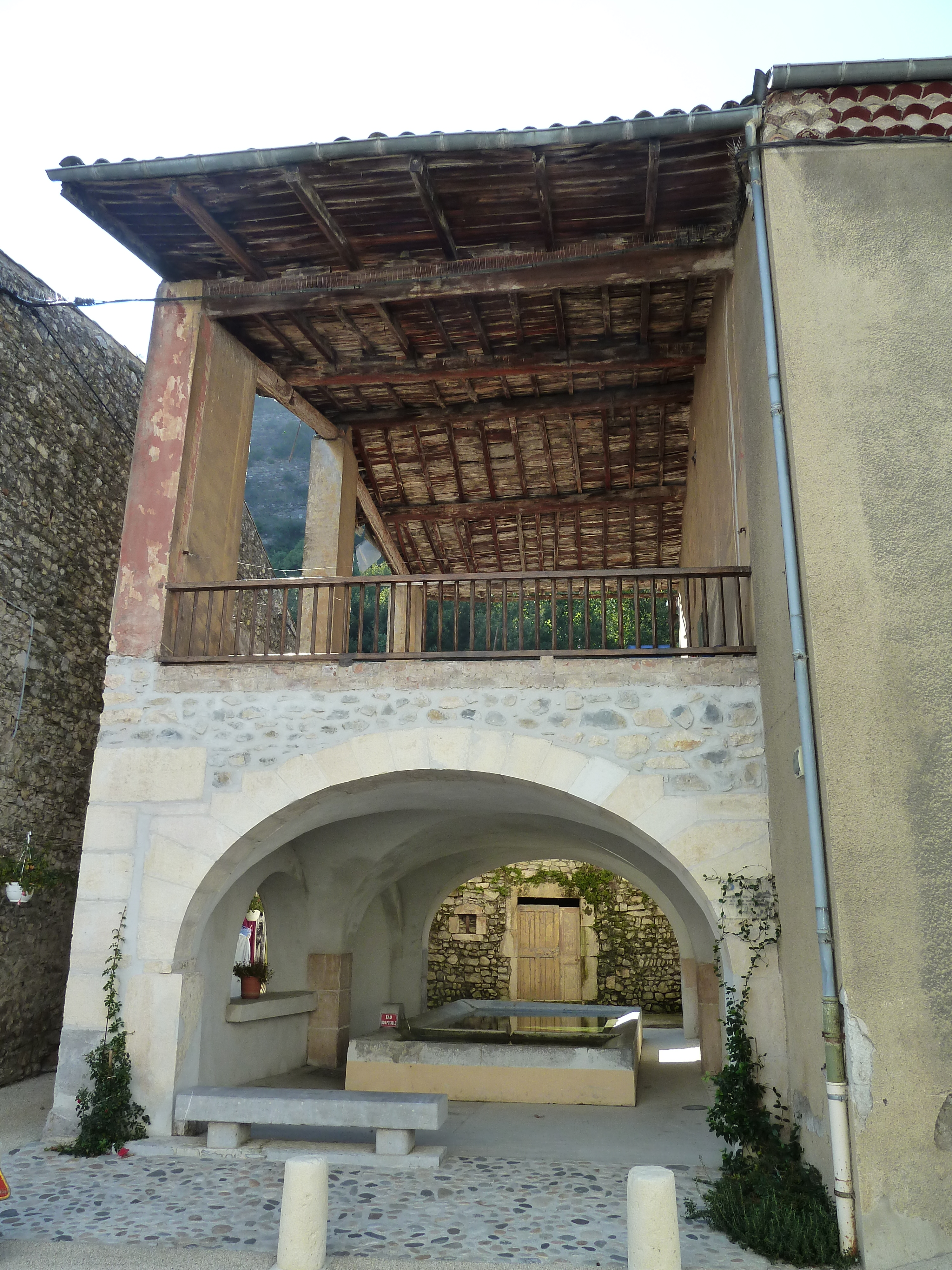
Фонтан и общественная прачечная
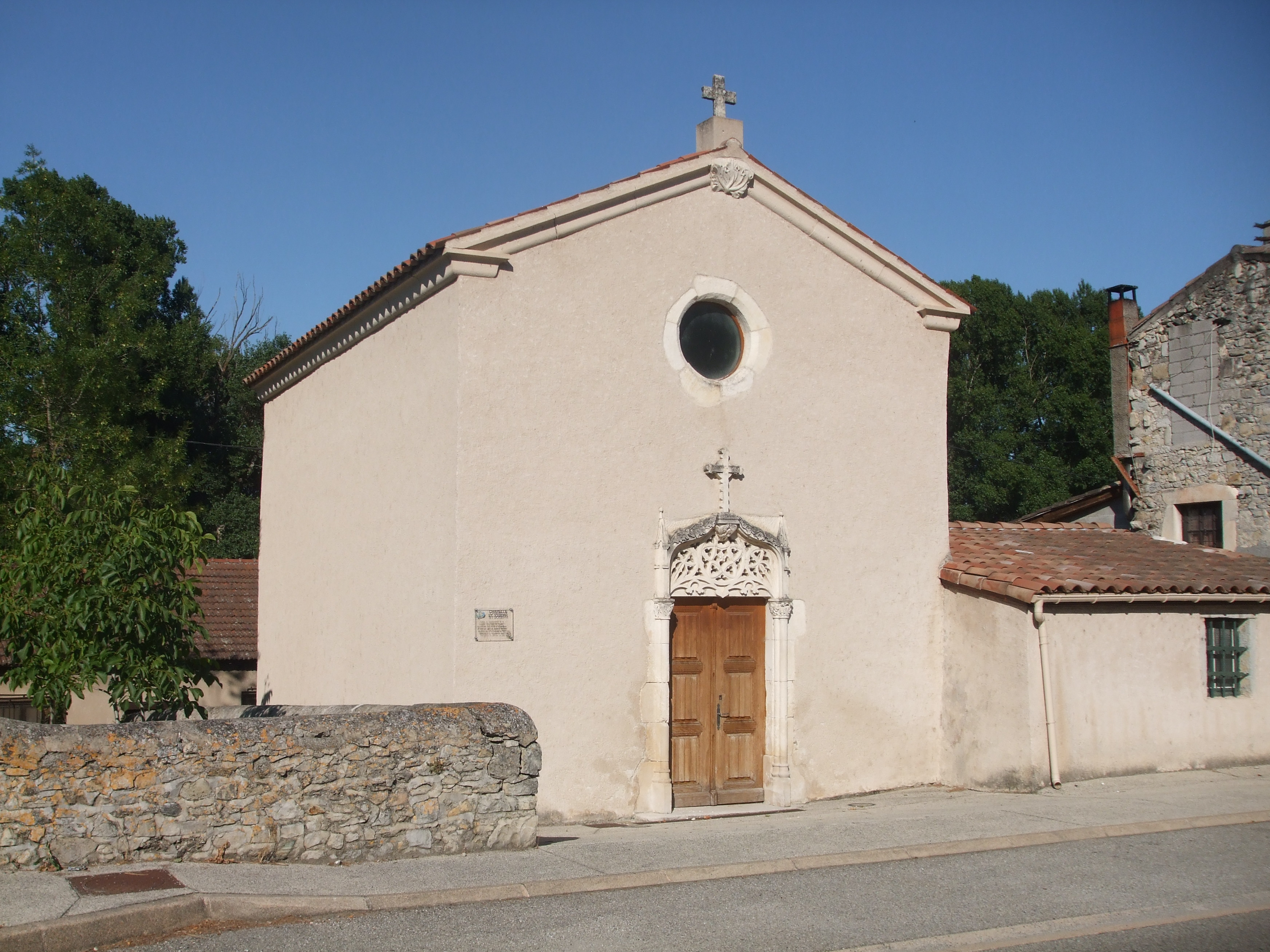
Часовня Святого Джозефа